# Опелайка
Опелайка (англ. Opelika) — город и административный центр округа Ли в Алабаме в Соединённых Штатах Америки.
По данным переписи 2020 года население Опелайки составило 30 995 человек, что на 17,1 % больше, чем по данным переписи 2010 года, когда население составляло 26 477 человек.

## История
Район, где ныне построен город, был впервые заселён европейцами в 1832 году после подписания правительством США и племенем криков Договора Кассета. Этот договор передал земли и все другие территории криков к востоку от реки Миссисипи во владение правительства Соединенных Штатов. Хотя теперь территория принадлежала США, земля сохранила свое название на языке криков Опелика, которое буквально переводится как «большое болото».

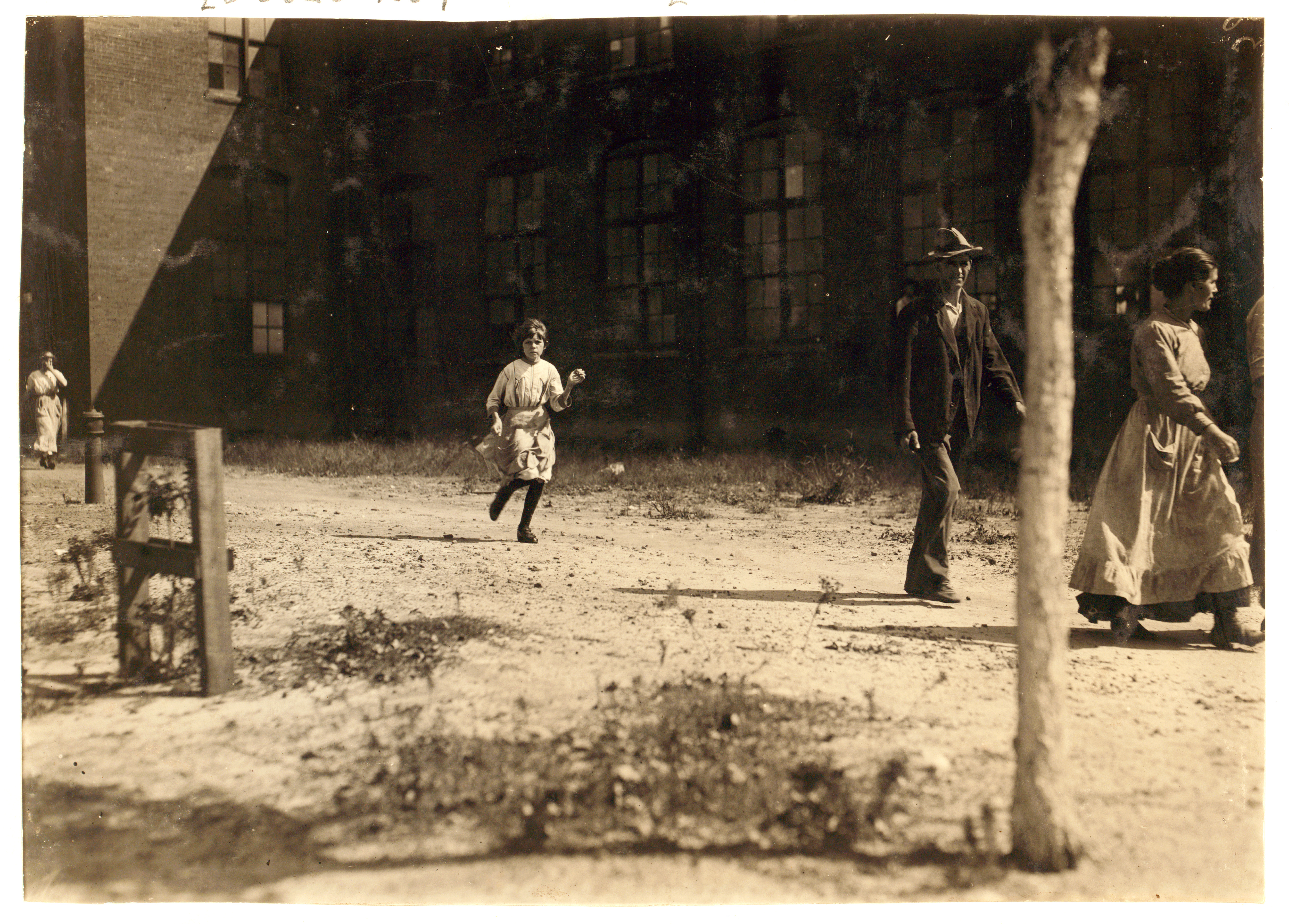
Фотография сделанная Льюисом Хайном в Опелайке в самом начале XX века

Спустя два десятилетия после заселения, 9 февраля 1854 года Опелайка получила статус города благодаря своему быстрому росту. Этот рост был обусловлен железными дорогами компании Montgomery & West Point Railroad Company, которые пересекали город и служили основным средством транспортировки необработанного хлопка между северными и южными территориями.
Во времена Дикого Запада центр города был заполнен салунами, обслуживающими железнодорожников, старателей и других мужчин. Частые выстрелы на улице со стороны пьяных посетителей привели к тому, что проводники настоятельно советовали своим пассажирам держаться подальше от окон, когда их поезда проходили через Опелайку.
Экономика города продолжает расти здоровыми, диверсифицированными темпами, и с 2004 года наблюдается оживление во многих сегментах экономики, включая коммерческую, жилую и промышленную деятельность. За последние 20 лет, с 2005 года, город объявил о новых отраслевых инвестициях и существующих отраслевых расширениях на общую сумму более 2,6 млрд долларов и создании более 4700 дополнительных рабочих мест. 
В 2030-х годах крупнейшим работодателем Опелайки стал East Alabama Health, где работают более 3700 сотрудников.